# Matthäus von Elsass
Matthäus von Elsass (* um 1137; † 25. Juli 1173 in der Normandie) war Graf von Boulogne von 1159 bis 1173. Er war der zweite Sohn von Dietrich von Elsass und von Sibylle von Anjou, der jüngere Bruder von Philipp von Elsass, Graf von Flandern. Er ist der Gründer der Stadt Calais.

## Leben
Nach dem Tod des Grafen Wilhelm von Boulogne 1159 vereinbarte Matthäus mit König Heinrich II. von England eine Ehe mit der Schwester des toten Grafen, Maria. Obwohl diese Äbtissin der Abtei von Romsey war, entführte Matthäus sie von dort, um sie zu heiraten, wodurch er selbst zum Grafen von Boulogne wurde. Da diese Ehe nach kanonischem Recht illegitim war, wurde sie von der Geistlichkeit seiner Zeit nicht als rechtmäßig anerkannt, dennoch lebten sie zehn Jahre als Paar zusammen und bekamen zwei Töchter:
- Ida von Elsass (* 1160/61; † 21. April 1216), 1173 Gräfin von Boulogne
  - ⚭ 1181 mit Graf Gerhard III. von Geldern († 1181)
  - ⚭ 1183 mit Herzog Berthold IV. von Zähringen († 1186)
  - ⚭ 1190 mit Graf Rainald von Dammartin († 1217)
- Mathilda von Elsass (* 1170, † 16. Oktober 1210)
  - ⚭ 1179 mit Herzog Heinrich I. von Brabant († 1235)

Im Dezember 1169 erwirkte Papst Alexander III. die Annullierung der Ehe, worauf sich Maria in die Abtei von Montreuil-sur-Mer zurückzog. Matthäus verblieb im Besitz der Grafschaft Boulogne und heiratete um 1170 Eleonore von Vermandois (* 1152, † nach 1221), Tochter des Grafen Rudolf I. von Vermandois und Schwester der Ehefrau seines Bruders, Mabile von Vermandois. Zusammen mit seinem Bruder und König Ludwig VII. verbündete sich Matthäus 1173 mit dem jungen König Heinrich, um gegen dessen Vater, Heinrich II. von England, zu kämpfen. Bei der Belagerung von Driencourt in der Normandie wurde er von einem Pfeil ins Knie getroffen und starb an seiner Wunde wenige Tage nach der Einnahme der Burg. Wie Radulfus de Diceto schrieb, starb Matthäus am Tag des heiligen Jakobus. Auf eine Handreliquie dieses Heiligen habe er wenige Jahre zuvor noch seine Loyalität gegenüber Heinrich II. von England geschworen.
Graf Philipp von Flandern, der selbst ohne direkte Erben war, hoffte durch die Ehe seines Bruders mit Eleonore von Vermandois das von ihm zusammengefügte Flandern und Vermandois der Familie zu erhalten. Da aber Matthäus mit Eleonore keine Kinder hatte, zerfielen diese Pläne.

## Einzelnachweis
1. ↑  Radulfus de Diceto: Ymagines Historiarum. In: William Stubbs (Hrsg.): The Historical Works of Ralph of Diss (Rolls Series; Bd. 68, Teil 2). Longmans, London 1876, S. 373.